# Бормио
Бормио (итал. Bormio, романш Buorm) градић је у Италији који се налази у провинцији Сондрио, у Ломбардији. Град има око 4200 становника. Бормио је смештен у италијанским Алпима. Град је чувен је као бањско и зимско одмаралиште.